# Houtem (West-Vlaanderen)
Houtem is een dorp in de Belgische provincie West-Vlaanderen en een deelgemeente van de stad Veurne. Het is, naast Veurne zelf, met 674 inwoners een van de grootste deelgemeenten van de stad. Over de grens met Frankrijk (lokaal de "schreve" genoemd) ligt Hondschote.
Houtem staat in de lijst van de 50 mooiste dorpen van Vlaanderen.

## Geschiedenis
Op de Ferrariskaarten uit de jaren 1770 is Houtem te zien als Houtthem. Het dorp was bijna even groot, er waren wel meer inwoners wegens de grotere gezinnen toen. Tussen de kerk en de Schipperiestraat stonden 11 gebouwen, enkele honderden meters verder in die richting was er een hoeve met schuur die gedeeltelijk omringd was door een slotgracht. Aan de andere kant van de kerk lag ook een deel van een slotgracht. Er was een houten brugje naar de Dorpsstraat,  de enige echt volgebouwde straat met tussen de 20 en 25 gezinnen. Verder waren er nog enkele grote boerderijen in de Hondschootestraat en Heidenstraat. Er stond op deze hoek ook een houten windmolen (nu in Koksijde). Verder waren er in de dorpskern vele boomgaarden en moestuinen achter de huizen en boerderijen. Buiten de dorpskern waren nog zeker een 70-tal boerderijen waarvan er een kleine 50 gedeeltelijk of volledig door een slotgracht omringd waren.
Tijdens de Eerste Wereldoorlog was het Groot Hoofdkwartier van het Belgisch Leger in de pastorie van Houtem gevestigd van 23 januari 1915, toen het stadhuis van Veurne uit veiligheidsoverwegingen verlaten werd, tot het eindoffensief tegen de Duitsers op 18 oktober 1918. Tijdens deze periode verbleef luitenant-generaal Wielemans in het Hoofdkwartier. Koning Albert kwam er 3 tot 4 keer per week langs voor ontmoetingen met geallieerde legeraanvoerders en decoraties van verdienstelijke militairen. Op 5 januari 1917 overleed Wielemans aan een longaandoening waarna hij begraven werd op het kerkhof van Houtem met op zijn graf een zuil uit roze graniet. Aan de toegang van de pastorie bevindt zich een gedenksteen.

## Bezienswaardigheden

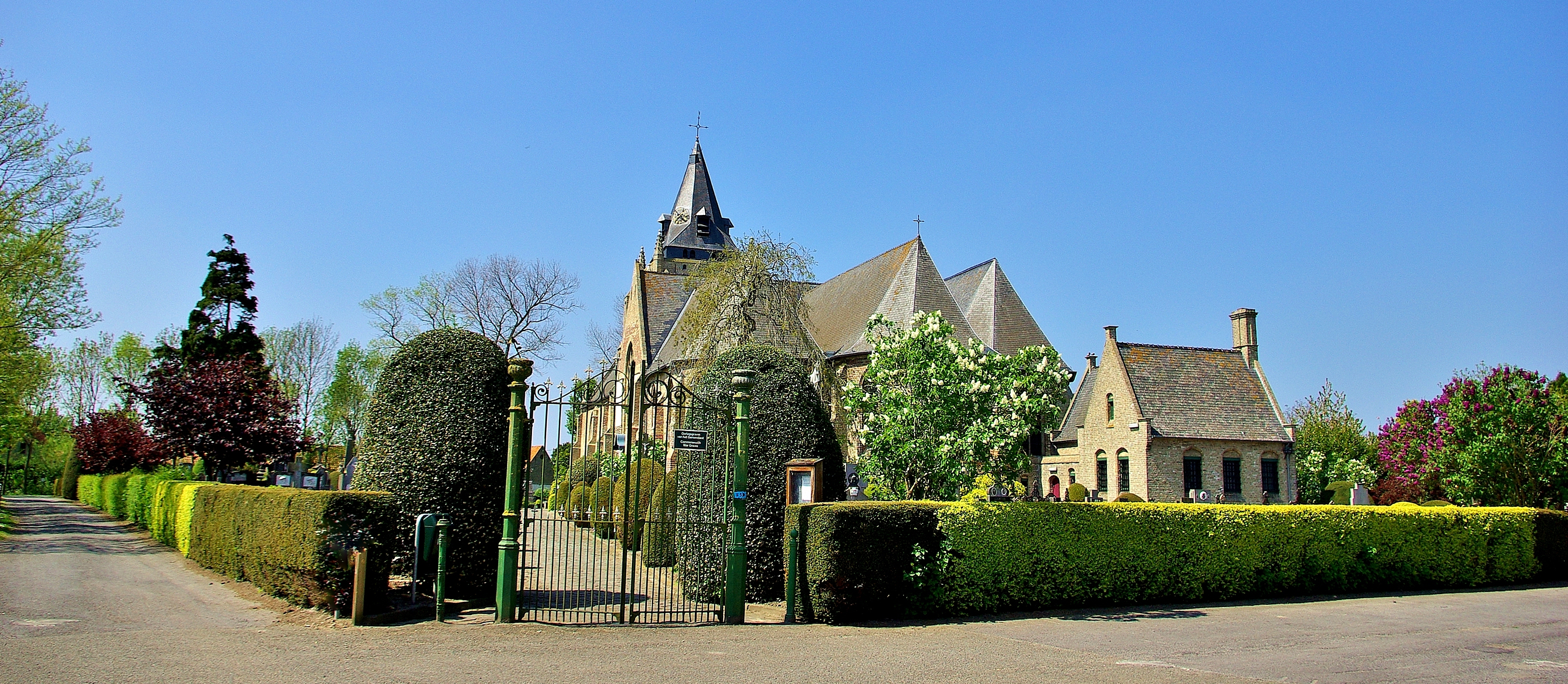
Onze-Lieve-Vrouw Hemelvaartkerk

- De 16-eeuwse Onze-Lieve-Vrouw-Hemelvaartkerk is als monument beschermd in 1948 en met de omgeving als dorpsgezicht in 2001.[5]
- De 17e-eeuwse pastorie, gebouwd door de abt van de Sint-Niklaasabdij van Veurne, Christiaan Druve; de abdij bezat het patronaat en de tienden van Houtem.
- Op het kerkhof ligt een perk met 16 Britse gesneuvelden uit de Tweede Wereldoorlog dat bij de CWGC genoteerd staat als Houtem Churchyard.[6]
- De vierde hoogste toren van België (243 meter): deze toren was oorspronkelijk opgericht als onderdeel van het communicatienetwerk van de NATO en is in 2014 voor 5 miljoen verkocht aan Jump Trading als relaisstation bij flitshandel[7]

## Natuur en landschap
Houtem ligt op de grens van het West-Vlaams poldergebied en Zandlemig Vlaanderen op een hoogte van 6 à 7 meter. Het is een verstild landbouwdorp. Ten noorden van Houtem loopt de Kolme en daar weer ten noorden van ligt de Ringsloot van de laaggelegen droogmakerij De Moeren. In het westen ligt de Belgisch-Franse grens.

## Demografische ontwikkeling
Bronnen: NIS, www.westhoek.be en Stad Veurne. Opm:1806 t/m 1991=volkstellingen; 1999=inwoneraantal op 1 januari; 2008=inwoneraantal op 14 februari; 2011=inwoneraantal op 14 juni

## Geboren in Houtem
- Lionel Vandenberghe (1943-2023), politicus

## Nabijgelegen kernen
De Moeren, Les Moëres, Hondschoote, Leisele, Wulveringem
Deelgemeenten: Avekapelle · Booitshoeke · Bulskamp · De Moeren · Eggewaartskapelle · Houtem · Steenkerke · Veurne · Vinkem · Wulveringem · Zoutenaaie

Belgische gemeenten · Arrondissement Veurne · West-Vlaanderen · Vlaanderen